# Lamayouro
Lamayouru è un villaggio indiano nel territorio del Ladakh, Distretto di Leh, Tehsil di Khalatse.
Esso si trova ad un'altitudine di 3573 m s.l.m.. Al censimento del 2011 contava 667 residenti. Il tasso di alfabetizzazione ammontava al 64,17 %.
La località è famosa per la presenza del Monastero di Lamayuru.

## Geografia fisica

### Clima
A Lamayouro prevale un locale clima di steppa. Le precipitazioni medie annue ammontano a 174 mm e la temperatura media annua è di 3,2 °C.
|                         | Genn. | Febr. | Marzo | Aprile | Maggio | Giugno | Luglio | Agosto | Settem. | Otto. | Nov. | Dic. |
| ----------------------- | ----- | ----- | ----- | ------ | ------ | ------ | ------ | ------ | ------- | ----- | ---- | ---- |
| Temperatura massima     | - 8   | - 5   | 0     | + 8    | + 14   | + 19   | + 23   | + 22   | + 19    | + 12  | + 5  | + 3  |
| Temperatura minima      | - 17  | - 15  | - 9   | -2     | + 3    | + 7    | + 10   | + 10   | + 6     | -1    | - 7  | - 12 |
| Precipitazioni (in mm.) | 21    | 22    | 29    | 16     | 16     | 5      | 16     | 12     | 16      | 6     | 4    | 11   |